# Élections législatives de 2002 en Martinique
Les élections législatives françaises de 2002 se déroulent les 9 et 16 juin. Dans le département de la Martinique, quatre députés sont à élire dans le cadre de quatre circonscriptions.

## Élus
| Circonscription | Député sortant      | Parti | Parti | Député élu ou réélu   | Parti | Parti |
| --------------- | ------------------- | ----- | ----- | --------------------- | ----- | ----- |
| 1re             | Anicet Turinay      |       | RPR   | Louis-Joseph Manscour |       | FSM   |
| 2e              | Pierre Petit        |       | RPR   | Alfred Almont         |       | UMP   |
| 3e              | Camille Darsières   |       | PPM   | Pierre-Jean Samot     |       | BPM   |
| 4e              | Alfred Marie-Jeanne |       | MIM   | Alfred Marie-Jeanne   |       | MIM   |

## Résultats

### Résultats à l'échelle du département
| Parti                                          | Parti                                     | Premier tour | Premier tour | Second tour | Second tour | Sièges |
| Parti                                          | Parti                                     | Voix         | %            | Voix        | %           | Sièges |
| ---------------------------------------------- | ----------------------------------------- | ------------ | ------------ | ----------- | ----------- | ------ |
|                                                | Fédération socialiste de la Martinique    | 12 222       | 14,62        | 10 642      | 11,81       | 1      |
|                                                | Parti progressiste martiniquais           | 8 269        | 9,89         | 13 184      | 14,64       | 0      |
|                                                | Divers gauche                             | 7 296        | 8,73         |             |             | 0      |
|                                                | Bâtir le pays Martinique                  | 7 197        | 8,61         | 11 630      | 12,91       | 1      |
|                                                | Pôle républicain                          | 6 384        | 7,64         |             |             | 0      |
|                                                | Les Verts                                 | 703          | 0,84         | 0           |             |        |
|                                                | Gauche parlementaire                      | 42 071       | 50,32        | 35 456      | 39,36       | 2      |
|                                                |                                           |              |              |             |             |        |
|                                                | Union pour un mouvement populaire         | 27 826       | 33,28        | 38 429      | 42,66       | 1      |
|                                                | Divers droite                             | 725          | 0,87         |             |             | 0      |
|                                                | Majorité présidentielle                   | 28 551       | 34,15        | 38 429      | 42,66       | 1      |
|                                                |                                           |              |              |             |             |        |
|                                                | Mouvement indépendantiste martiniquais    | 10 695       | 12,79        | 16 194      | 17,98       | 1      |
|                                                | Parti pour la libération de la Martinique | 1 134        | 1,36         |             |             | 0      |
|                                                | Combat ouvrier                            | 440          | 0,53         | 0           |             |        |
|                                                | Mouvement national républicain            | 323          | 0,39         | 0           |             |        |
|                                                | Front national                            | 218          | 0,26         | 0           |             |        |
|                                                | Divers                                    | 170          | 0,20         | 0           |             |        |
|                                                |                                           |              |              |             |             |        |
| Inscrits                                       | Inscrits                                  | 266 546      | 100,00       | 266 578     | 100,00      | 4      |
| Abstentions                                    | Abstentions                               | 178 889      | 67,11        | 170 928     | 64,12       |        |
| Votants                                        | Votants                                   | 87 657       | 32,89        | 95 650      | 35,88       |        |
| Blancs et nuls                                 | Blancs et nuls                            | 4 055        | 4,63         | 5 571       | 5,82        |        |
| Exprimés                                       | Exprimés                                  | 83 602       | 95,37        | 90 079      | 94,18       |        |
| Source : Ministère de l'Intérieur - Martinique |                                           |              |              |             |             |        |

### Résultats par circonscription

#### Première circonscription (La Trinité)
| Candidat       | Candidat                  | Parti            | Premier tour | Premier tour | Second tour | Second tour |  |
| Candidat       | Candidat                  | Parti            | Voix         | %            | Voix        | %           |  |
| -------------- | ------------------------- | ---------------- | ------------ | ------------ | ----------- | ----------- |  |
|                | Anicet Turinay sortant    | UMP              | 7 795        | 36,14        | 10 397      | 49,42       |  |
|                | Louis-Joseph Manscour élu | FSM              | 6 934        | 32,15        | 10 642      | 50,58       |  |
|                | Guy Lordinot              | Pôle républicain | 6 384        | 29,6         |             |             |  |
|                | Frantz Lebon              | BPM              | 387          | 1,79         |             |             |  |
|                | Corinne Solange Adam      | MNR              | 67           | 0,31         |             |             |  |
|                | Marie-Hélène Gélie-Morel  | Divers           | 0            | 0            |             |             |  |
|                |                           |                  |              |              |             |             |  |
| Inscrits       | Inscrits                  | Inscrits         | 57 317       | 100,00       | 57 314      | 100,00      |  |
| Abstentions    | Abstentions               | Abstentions      | 34 727       | 60,59        | 35 235      | 61,48       |  |
| Votants        | Votants                   | Votants          | 22 590       | 39,41        | 22 079      | 38,52       |  |
| Blancs et nuls | Blancs et nuls            | Blancs et nuls   | 1 023        | 4,53         | 1 040       | 4,71        |  |
| Exprimés       | Exprimés                  | Exprimés         | 21 567       | 95,47        | 21 039      | 95,29       |  |

#### Deuxième circonscription (Saint-Pierre)
| Candidat       | Candidat                            | Parti          | Premier tour | Premier tour | Second tour | Second tour |  |
| Candidat       | Candidat                            | Parti          | Voix         | %            | Voix        | %           |  |
| -------------- | ----------------------------------- | -------------- | ------------ | ------------ | ----------- | ----------- |  |
|                | Alfred Almont élu                   | UMP            | 9 613        | 58,73        | 12 591      | 71,85       |  |
|                | Alexandre Mouriesse                 | PPM            | 3 226        | 19,71        | 4 932       | 28,15       |  |
|                | Jacob Nayaradou                     | Divers gauche  | 770          | 4,7          |             |             |  |
|                | Sylvain Bolinois                    | MIM            | 730          | 4,46         |             |             |  |
|                | Georges Louis Boutrin               | BPM            | 709          | 4,33         |             |             |  |
|                | Louis-Léonce Lecurieux-Lafferronnay | Les Verts      | 601          | 3,67         |             |             |  |
|                | Guy-Serge Saintot                   | Divers gauche  | 278          | 1,7          |             |             |  |
|                | Huguette Fatna                      | FN             | 218          | 1,33         |             |             |  |
|                | Henry Julien Barbe                  | Divers         | 136          | 0,83         |             |             |  |
|                | Carole Claire Casari                | MNR            | 86           | 0,53         |             |             |  |
|                |                                     |                |              |              |             |             |  |
| Inscrits       | Inscrits                            | Inscrits       | 58 884       | 100,00       | 58 881      | 100,00      |  |
| Abstentions    | Abstentions                         | Abstentions    | 41 504       | 70,48        | 40 124      | 68,14       |  |
| Votants        | Votants                             | Votants        | 17 380       | 29,52        | 18 757      | 31,86       |  |
| Blancs et nuls | Blancs et nuls                      | Blancs et nuls | 1 013        | 5,83         | 1 234       | 6,58        |  |
| Exprimés       | Exprimés                            | Exprimés       | 16 367       | 94,17        | 17 523      | 93,42       |  |

#### Troisième circonscription (Fort-de-France)
| Candidat       | Candidat                  | Parti          | Premier tour | Premier tour | Second tour | Second tour |  |
| Candidat       | Candidat                  | Parti          | Voix         | %            | Voix        | %           |  |
| -------------- | ------------------------- | -------------- | ------------ | ------------ | ----------- | ----------- |  |
|                | Pierre-Jean Samot élu     | BPM            | 6 101        | 38,14        | 11 630      | 58,5        |  |
|                | Camille Darsières sortant | PPM            | 5 043        | 31,53        | 8 252       | 41,5        |  |
|                | Victor-Michel Chalono     | UMP            | 1 762        | 11,02        |             |             |  |
|                | Luc-Francis Carole        | Palima         | 1 134        | 7,09         |             |             |  |
|                | Éliane Robinot            | Divers droite  | 706          | 4,41         |             |             |  |
|                | Jean-Claude Soumbo        | MIM            | 545          | 3,41         |             |             |  |
|                | Ghislaine Joachim-Arnaud  | CO             | 440          | 2,75         |             |             |  |
|                | Elisabeth Pagnac          | Les Verts      | 102          | 0,64         |             |             |  |
|                | Jacqueline Barbier-Barny  | MNR            | 59           | 0,37         |             |             |  |
|                | Emmanuel Agat             | Divers gauche  | 50           | 0,31         |             |             |  |
|                | Max-Auguste Dufrénot      | Divers         | 34           | 0,21         |             |             |  |
|                | Raphaël Icare             | Divers droite  | 19           | 0,12         |             |             |  |
|                |                           |                |              |              |             |             |  |
| Inscrits       | Inscrits                  | Inscrits       | 55 750       | 100,00       | 55 743      | 100,00      |  |
| Abstentions    | Abstentions               | Abstentions    | 38 851       | 69,69        | 34 559      | 62          |  |
| Votants        | Votants                   | Votants        | 16 899       | 30,31        | 21 184      | 38          |  |
| Blancs et nuls | Blancs et nuls            | Blancs et nuls | 904          | 5,35         | 1 302       | 6,15        |  |
| Exprimés       | Exprimés                  | Exprimés       | 15 995       | 94,65        | 19 882      | 93,85       |  |

#### Quatrième circonscription (Le Marin)
| Candidat       | Candidat                          | Parti          | Premier tour | Premier tour | Second tour | Second tour |  |
| Candidat       | Candidat                          | Parti          | Voix         | %            | Voix        | %           |  |
| -------------- | --------------------------------- | -------------- | ------------ | ------------ | ----------- | ----------- |  |
|                | Alfred Marie-Jeanne sortant réélu | MIM            | 9 420        | 31,75        | 16 194      | 51,19       |  |
|                | André Lesueur                     | UMP            | 8 656        | 29,17        | 15 441      | 48,81       |  |
|                | Maurice Antiste                   | Francis        | 5 436        | 18,32        |             |             |  |
|                | Raymond Occolier                  | FSM            | 5 288        | 17,82        |             |             |  |
|                | Philippe Petit                    | Divers gauche  | 762          | 2,57         |             |             |  |
|                | Marion Meier                      | MNR            | 111          | 0,37         |             |             |  |
|                |                                   |                |              |              |             |             |  |
| Inscrits       | Inscrits                          | Inscrits       | 94 595       | 100,00       | 94 640      | 100,00      |  |
| Abstentions    | Abstentions                       | Abstentions    | 63 807       | 67,45        | 61 010      | 64,47       |  |
| Votants        | Votants                           | Votants        | 30 788       | 32,55        | 33 630      | 35,53       |  |
| Blancs et nuls | Blancs et nuls                    | Blancs et nuls | 1 115        | 3,62         | 1 995       | 5,93        |  |
| Exprimés       | Exprimés                          | Exprimés       | 29 673       | 96,38        | 31 635      | 94,07       |  |